# 本牧ジャンクション
本牧ジャンクション（ほんもくジャンクション）は、神奈川県横浜市中区にある首都高速道路のジャンクションである。湾岸線と神奈川3号狩場線を連絡している。
開通当初は狩場方面と磯子方面は連絡していなかった。これは狩場線阪東橋ランプ付近から湾岸線堀割川河口付近にかけて高速磯子線の計画があったためであるが、磯子線が事実上の凍結路線となっているため、湾岸線磯子方面が開通した折に、狩場線方面と湾岸線磯子・幸浦方面を連絡する連結路の建設が行われ、2004年（平成16年）12月22日に開通した。

## 接続道路
- 首都高速道路
  - 湾岸線
  - 神奈川3号狩場線

## 隣
首都高速湾岸線
(B07A)南本牧ふ頭出入口 - 本牧JCT（幸浦方面と接続） - (B07B)本牧ふ頭出入口 - 本牧JCT（東京方面と接続） - 横浜ベイブリッジ - 大黒JCT/(B08,B09)大黒ふ頭出入口/大黒PA - 鶴見つばさ橋 - (B10, B11)東扇島出入口
首都高速神奈川3号狩場線
本牧JCT - (351,352)新山下出入口 - (354)山下町出口